# پدرو مایراتا
پدرو مایراتا (انگلیسی: Pedro Mairata؛ زادهٔ ۱۵ ژانویهٔ ۱۹۷۹) بازیکن فوتبال اهل اسپانیا است.
از باشگاه‌هایی که در آن بازی کرده‌است می‌توان به باشگاه خیمناستیک تاراگونا، باشگاه فوتبال لاس پالماس، باشگاه فوتبال ایبار، و باشگاه فوتبال آلمریا اشاره کرد.